# Liste der griechischen Töpfer und Vasenmaler

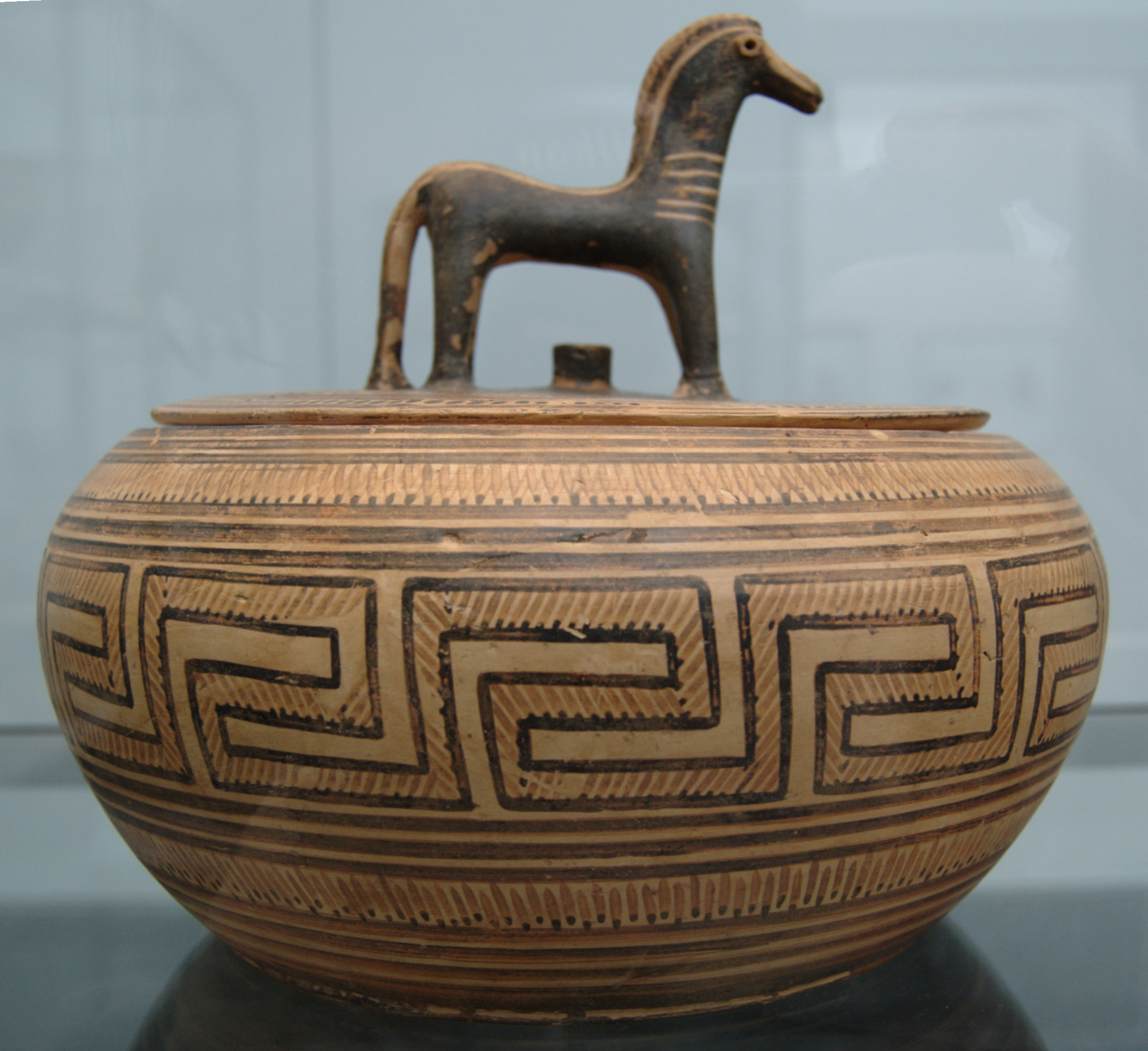
Geometrische Pyxis

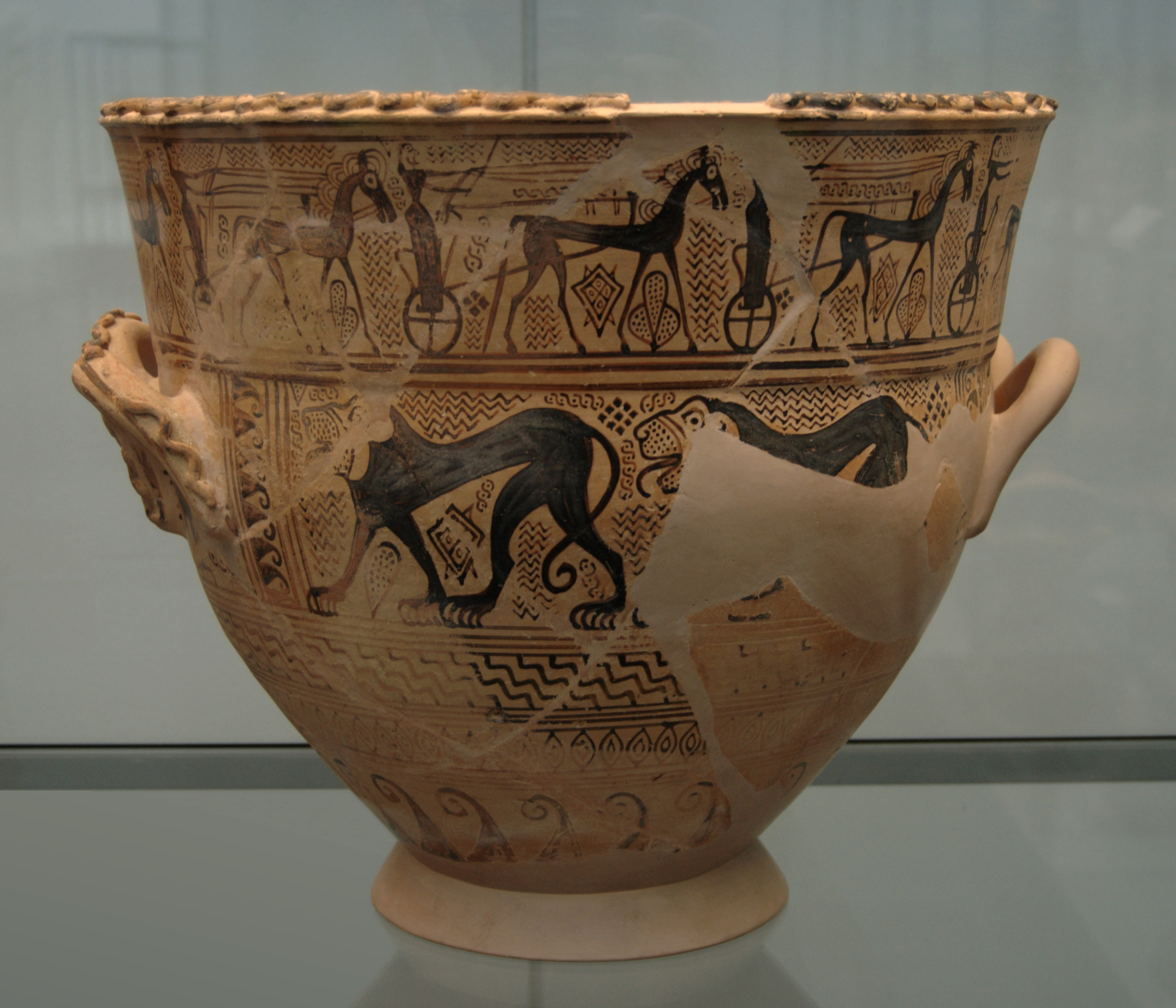
Orientalisierender Krater

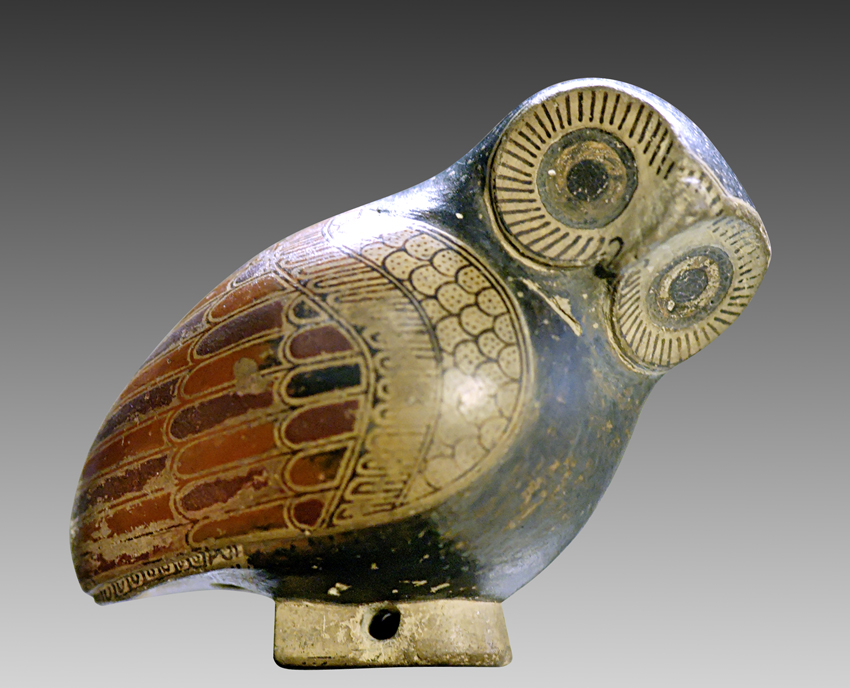
Protokorinthischer, figürlicher Aryballos

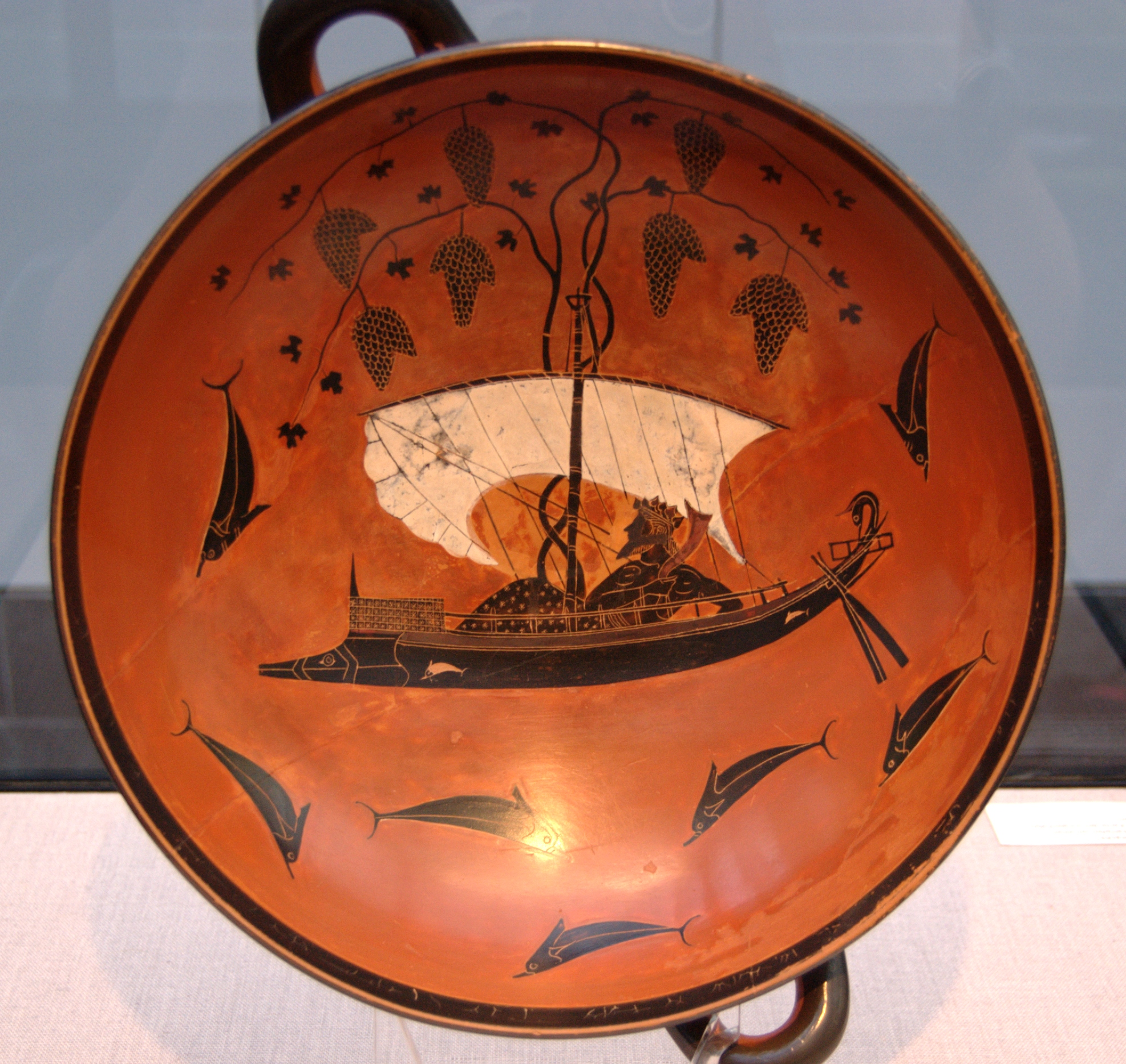
Schwarzfigurig-korallenrote Kylix: Dionysos-Schale

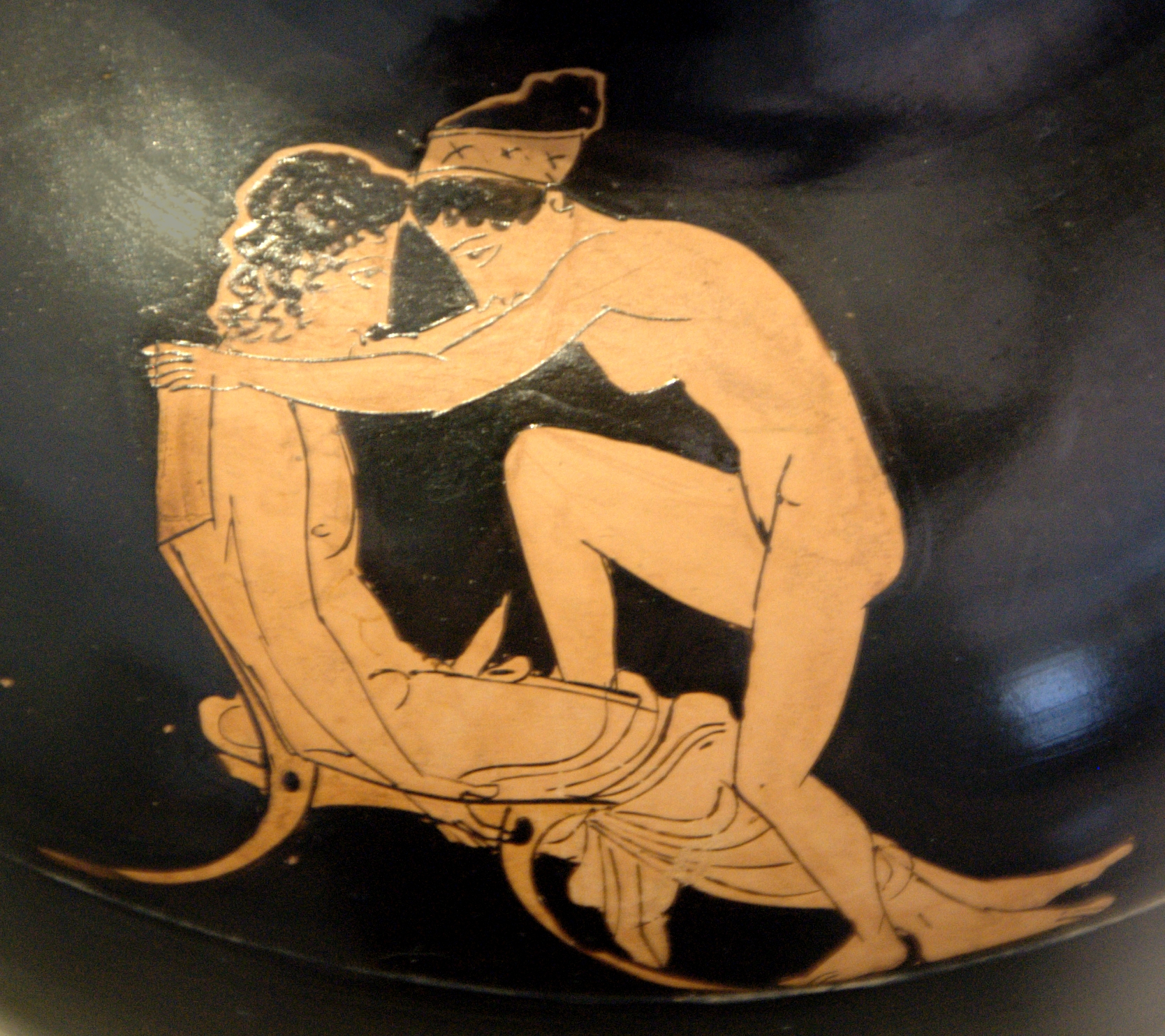
Rotfiguriges Bild

Die Liste der griechischen Töpfer und Vasenmaler sammelt die namentlich bekannten und die von der Forschung erkannten und mit Notnamen bedachten Töpfer und Vasenmaler. Der behandelte Zeitraum reicht von der minoischen und mykenischen Zeit, über die nachmykenische, geometrische und orientalisierende Perioden über die besonders gut untersuchten Künstler der schwarzfigurigen und rotfigurigen Vasenmalerei bis hin zu den letzten Ausläufern der figürlich oder ornamental bemalten Vasen etwa der Hâdra-Gattung. Nicht in der Liste enthalten sind Keramiker die andere Produkte als Vasen des Bereiches der Feinkeramik, etwa Tanagra-Figuren oder grobkeramisches Geschirr, produzierten. Zudem endet, von einigen Ausnahmen abgesehen, mit dem Beginn der hellenistischen Zeit die Aufnahme von Keramikern in die Liste, da sich die Dekorationsmethoden dieser Zeit von denen in den Jahrhunderten zuvor zum Teil grundlegend unterscheiden. In der Liste werden somit die Künstler der Phasen repräsentiert, die Werke mit ornamentalen oder figürlichen Verzierungen geschaffen haben. Daneben sind Maler Klazomenischer Sarkophage, die ihre Werke im schwarzfigurigen Stil bemalten, ebenso wie Töpfer und Vasenmaler Etruriens berücksichtigt, da ihre Arbeiten eng mit den Werken der griechischen Kunst verbunden sind. Ebenso die Vertreter der zypriotischen Vasenmalerei, wenn es einen direkten Bezug zu der griechischen gibt sowie die von griechischen Künstlern beeinflusste italische Keramik, so es hier erkannte Künstlerpersönlichkeiten gibt.
Die einzelnen alphabetischen Unterseiten können in bis zu drei verschiedene Abschnitte unterteilt werden. Wenn es mit dem jeweiligen Anfangsbuchstaben Künstler gibt, deren echte Namen überliefert wurden, stehen diese im ersten Abschnitt. Es folgen Künstler mit Notnamen. Im dritten Abschnitt stehen Künstlergruppen, Werkstätten und Vasen-Klassen, die ebenfalls mit Notnamen versehen wurden. Die Sortierung der Künstler mit einem Notnamen-Zusatz erfolgt nach dem beschreibenden Namensteil. Somit wird nicht nach den Namensbestandteilen Maler, Gruppe, Werkstatt, Schule oder Klasse mit den Zusätzen von, der, des sortiert. Der Maler von Athen 533 ist damit beispielsweise unter Athen 533 in der alphabetischen Sortierung eingeordnet. Wenn verschiedene Namen der Künstler so variieren, dass es sich um verschiedene Künstler handeln könnte, werden sie mehrfach in der Liste aufgenommen. Das erfolgt nicht, wenn es sich um Kleinigkeiten wie Bindestriche oder einzelne Buchstaben in der Schreibweise handelt. Aufgenommen sind Unterschiede wie bei Berlin-Maler und Berliner Maler oder Maler der Frankfurter Eichellekythos und Maler der Frankfurter Lekythos. Verzichtet wird hingegen auf Mehrfacheinträge bei unterschiedlichen Schreibweisen wie Elbows Out oder Elbows-Out. Auf unterschiedliche Schreibweisen oder früher gebräuchliche Namen wird in der Rubrik Bemerkungen hingewiesen. Kursiv geschriebene Namen (abgesehen von Verweisen) geben englische Namen oder Teilnamen wieder, für die es keine bekannte Entsprechung im Deutschen gibt (etwa beim Worst Painter). Umlaute und andere Buchstaben werden vereinfacht ins Alphabet aufgenommen. Ä wird zu A, ö zu o etc.
John D. Beazley, der bedeutendste Grundlagenforscher im Bereich der attischen Vasenmalerei, unterschied mehr als 1.500 verschiedene Töpfer, Maler, Gruppen und Klassen, denen er mehr als 30.000 unterschiedliche Werke zuordnete. Hinzu kommen vor allem mit Notnamen unterschiedene Maler aus weiteren Regionen Großgriechenlands, vor allem aus Korinth und Unteritalien (häufig durch Arthur D. Trendall benannt), aber auch aus Böotien, Lakonien (Grundlagenforschungen durch Conrad M. Stibbe), Thessalien, Ostgriechenland, den Kykladen und weiteren Regionen und Orten. Man kann von weit über 3.000 heute unterschiedenen Vasenmalern und Töpfern ausgehen, von denen sich aktuell mehr als 3.100 in dieser Liste finden. Durch neue Ausgrabungen, Entdeckungen (etwa im Kunsthandel oder Privatsammlungen) und Forschungen werden zudem laufend neue Maler erkannt oder die Zuweisung einzelner Vasen an Malerhände neu interpretiert. Es kommt auch vor, dass in neuerer Forschung einzelne Maler als nur ein Künstler erkannt oder bislang einzelnen Künstlern zugeordnete Kunstwerke mehreren Malern zugewiesen werden. Hinzu kommt ein komplexes System von Zuschreibungen innerhalb der Künstlergruppen wie „Meister“, „Schüler“, „Werkstatt“, „Kreis“, „in der Art“ oder „verwandt“. Künstlergruppen und Klassen sind manchmal nicht leicht von kleineren Malereistilen und Gattungen zu unterscheiden. Gruppenzusammenstellungen orientieren sich im Allgemeinen am Malereistil, Klassen an den Gefäßformen.
Die Liste wurde auf der Grundlage mehrerer Standardwerke erstellt und wird fortwährend erweitert. Einen Anspruch auf Vollständigkeit kann sie nicht erheben und würde einem solchen Anspruch wohl aufgrund der sich ständig wandelnden Erkenntnisse nie gerecht werden können. Aufgenommen werden grundsätzlich alle mit einem echten oder durch einen Notnamen identifizierten Künstler, Gruppen, Klassen und Werkstätten. Wenn in der Mediensammlung der Wikimedia (Wikimedia Commons) Bilder der Künstler vorhanden sind, wird eines als Beispiel gezeigt. Eventuell weitere vorhandene Bilder können über den Bildlink erschlossen werden.
Alle angegebenen Zeiten sind Schätzungen und beziehen sich auf den Zeitraum vor Christi Geburt (v. Chr.). Auf einen entsprechenden Zusatz wurde verzichtet. Der Einfachheit halber sind die Daten verkürzt wieder gegeben und haben folgende Bedeutungen:
| - 435/15 – zwischen 435 und 415 v. Chr. (Beispiel) - 1/2 – Erste Hälfte - 2/2 – Zweite Hälfte | - 1/3 – Erstes Drittel - 2/3 – Zweites Drittel - 3/3 – Drittes Drittel | - 1/4 – Erstes Viertel - 2/4 – Zweites Viertel - 3/4 – Drittes Viertel - 4/4 – Letztes Viertel |

Die Kunstepochen und Stile sind wie folgt abgekürzt:
| Abkürzung | Epoche/Stil/Technik                       |
| --------- | ----------------------------------------- |
| BI        | Bilingue Vasen                            |
| BU        | Bucchero                                  |
| CA        | Calenische Keramik                        |
| CH        | Caeretaner Hydrien (schwarzfigurig)       |
| CK        | Chalkidische Keramik (schwarzfigurig)     |
| DK        | Daunische Keramik                         |
| EG        | Etrusko-geometrische Keramik              |
| EK        | Etrusko-korinthische Keramik              |
| EO        | Etrusko-orientalisierende Keramik         |
| FG        | Frühgeometrische Keramik                  |
| FI        | Fikellura (schwarzfigurig)                |
| FK        | Faliskische Keramik                       |
| FM        | Frühmykenische Keramik                    |
| GE        | Geometrische Keramik                      |
| GK        | Glasurkeramik                             |
| GN        | Gnathiakeramik                            |
| HA        | Hâdra-Vasen                               |
| HE        | Helladische/Mykenische Keramik            |
| HL        | Hellenistische Keramik                    |
| IG        | Italisch-geometrische Keramik             |
| IM        | Impasto                                   |
| IS        | Italisch-subgeometrische Keramik          |
| KA        | Kampanische Keramik                       |
| KE        | Kertscher Vasen (rotfigurig)              |
| KO        | Koroplastik                               |
| KR        | Korallenroter Stil (schwarzfigurig)       |
| KS        | Klazomenische Sarkophage (schwarzfigurig) |
| ME        | Messapische Keramik                       |
| MF        | moderner Fälscher                         |

| Abkürzung | Epoche/Stil/Technik                             |
| --------- | ----------------------------------------------- |
| MG        | Mittelgeometrische Keramik                      |
| MI        | Minoische Keramik                               |
| MK        | Messapische Keramik                             |
| MM        | Mittelmykenische Keramik                        |
| MY        | Mykenisch = Späthelladisch                      |
| OR        | Orientalisierende Keramik                       |
| PA        | Protoattische Keramik (orientalisierend)        |
| PC        | Pseudo-Chalkidische Keramik (schwarzfigurig)    |
| PE        | Peuketische Keramik                             |
| PG        | Protogeometrische Keramik                       |
| PK        | Protokorinthische Keramik (orientalisierend)    |
| PL        | Plastische Gefäße                               |
| PO        | Polychrome Keramik                              |
| PR        | Pseudo-Rotfigurige Vasenmalerei                 |
| PV        | Pontische Vasen (schwarzfigurig)                |
| RF        | Rotfigurige Vasenmalerei                        |
| RK        | Reliefkeramik                                   |
| SF        | Schwarzfigurige Vasenmalerei                    |
| SG        | Spätgeometrische Keramik                        |
| SM        | Spätmykenische Keramik                          |
| SH        | Silhouettenmalerei                              |
| SI        | Six’sche Technik (rotfigurig)                   |
| SK        | Schwarzfirnis-Keramik                           |
| SM        | Submykenische Keramik                           |
| SU        | Subgeometrische Keramik                         |
| ÜS        | Übergangsstil (orientalisierend/schwarzfigurig) |
| WG        | Weißgrundige Vasenmalerei                       |
| WS        | Wild Goat Style                                 |
| WR        | White-on-Red-Ware                               |

| Abkürzung | Epoche/Stil/Technik                       |
| --------- | ----------------------------------------- |
| BI        | Bilingue Vasen                            |
| BU        | Bucchero                                  |
| CA        | Calenische Keramik                        |
| CH        | Caeretaner Hydrien (schwarzfigurig)       |
| CK        | Chalkidische Keramik (schwarzfigurig)     |
| DK        | Daunische Keramik                         |
| EG        | Etrusko-geometrische Keramik              |
| EK        | Etrusko-korinthische Keramik              |
| EO        | Etrusko-orientalisierende Keramik         |
| FG        | Frühgeometrische Keramik                  |
| FI        | Fikellura (schwarzfigurig)                |
| FK        | Faliskische Keramik                       |
| FM        | Frühmykenische Keramik                    |
| GE        | Geometrische Keramik                      |
| GK        | Glasurkeramik                             |
| GN        | Gnathiakeramik                            |
| HA        | Hâdra-Vasen                               |
| HE        | Helladische/Mykenische Keramik            |
| HL        | Hellenistische Keramik                    |
| IG        | Italisch-geometrische Keramik             |
| IM        | Impasto                                   |
| IS        | Italisch-subgeometrische Keramik          |
| KA        | Kampanische Keramik                       |
| KE        | Kertscher Vasen (rotfigurig)              |
| KO        | Koroplastik                               |
| KR        | Korallenroter Stil (schwarzfigurig)       |
| KS        | Klazomenische Sarkophage (schwarzfigurig) |
| ME        | Messapische Keramik                       |
| MF        | moderner Fälscher                         |

| Abkürzung | Epoche/Stil/Technik                             |
| --------- | ----------------------------------------------- |
| MG        | Mittelgeometrische Keramik                      |
| MI        | Minoische Keramik                               |
| MK        | Messapische Keramik                             |
| MM        | Mittelmykenische Keramik                        |
| MY        | Mykenisch = Späthelladisch                      |
| OR        | Orientalisierende Keramik                       |
| PA        | Protoattische Keramik (orientalisierend)        |
| PC        | Pseudo-Chalkidische Keramik (schwarzfigurig)    |
| PE        | Peuketische Keramik                             |
| PG        | Protogeometrische Keramik                       |
| PK        | Protokorinthische Keramik (orientalisierend)    |
| PL        | Plastische Gefäße                               |
| PO        | Polychrome Keramik                              |
| PR        | Pseudo-Rotfigurige Vasenmalerei                 |
| PV        | Pontische Vasen (schwarzfigurig)                |
| RF        | Rotfigurige Vasenmalerei                        |
| RK        | Reliefkeramik                                   |
| SF        | Schwarzfigurige Vasenmalerei                    |
| SG        | Spätgeometrische Keramik                        |
| SM        | Spätmykenische Keramik                          |
| SH        | Silhouettenmalerei                              |
| SI        | Six’sche Technik (rotfigurig)                   |
| SK        | Schwarzfirnis-Keramik                           |
| SM        | Submykenische Keramik                           |
| SU        | Subgeometrische Keramik                         |
| ÜS        | Übergangsstil (orientalisierend/schwarzfigurig) |
| WG        | Weißgrundige Vasenmalerei                       |
| WS        | Wild Goat Style                                 |
| WR        | White-on-Red-Ware                               |

## Literatur

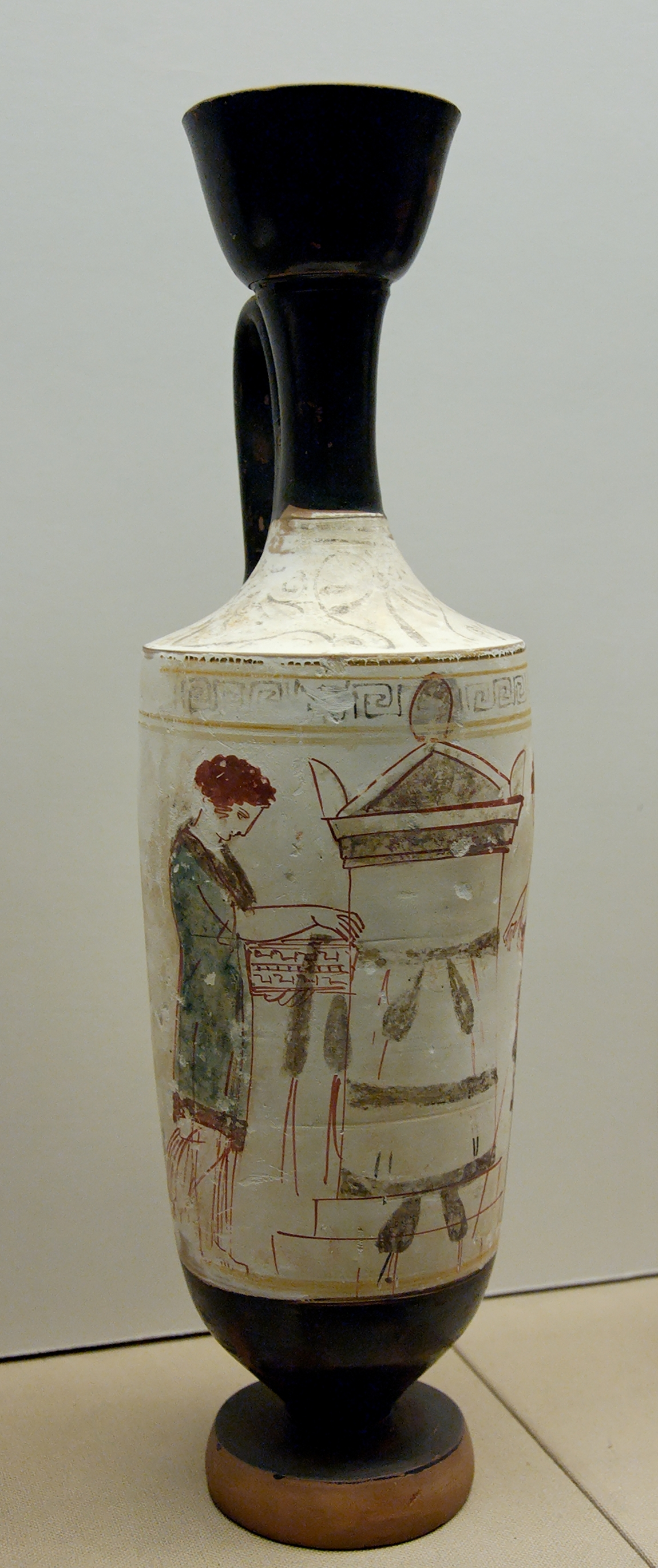
Weißgrundige Lekythos